# Ківсерт-Янишево
Ківсе́рт-Яни́шево (рос. Кивсерт-Янышево, чув. Кивçурт Енĕш) — присілок у складі Вурнарського району Чувашії, Росія. Входить до складу Ойкас-Кібецького сільського поселення.
Населення — 120 осіб (2010; 170 у 2002).
Національний склад:
- чуваші — 99 %